# Johnny Thunders

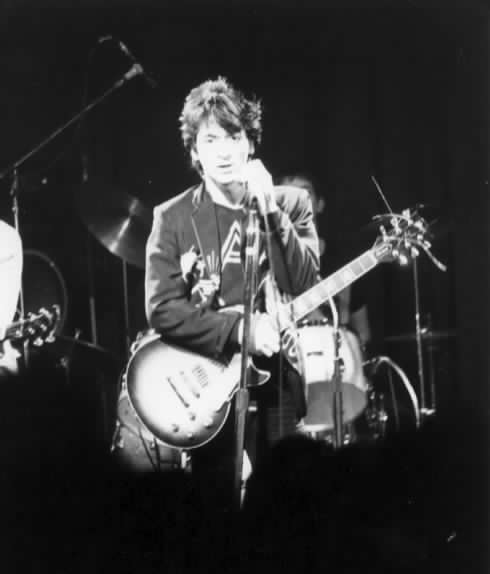
Johnny Thunders

Johnny Thunders, geboren als John Anthony Genzale, Jr. (Queens, 15 juli 1952 - New Orleans, 23 april 1991) was een rock-'n-rollartiest die bekend is geworden als zanger en gitarist van The New York Dolls en The Heartbreakers, glamrockers/punkers uit de jaren 70 begin 80 van de 20e eeuw, uit dezelfde scene als Ramones, waarmee enkele nummers zijn uitgewisseld, zoals Chinese Rocks (straatnaam voor heroïne, een geliefde drug bij Thunders en de andere bandleden).
Als een van de weinigen uit deze scene wist hij ook met een solo-elpee te overtuigen: So Alone (1978). Aan die plaat werkten mee: Chrissie Hynde (The Pretenders), Phil Lynott (Thin Lizzy), Steve Marriott (Small Faces), Peter Perrett (Only Ones) en de Sex Pistols-leden Steve Jones en Paul Cook.
Hij trad eind jaren '80 nog solo op (met andere bands dan NYD). Bij een optreden in Paradiso (laatste optreden in Nederland) was hij min of meer op tijd, maar kon wegens dronkenschap niet de juiste teksten zingen.
Thunders zou overleden zijn aan een overdosis drugs, maar niet iedereen denkt dat het echt een ongeluk was, maar dat hij ofwel belazerd is met troep of 'gewoon' vermoord is.
- Bibsys: 5091317
- Biblioteca Nacional de España: XX1550188
- Bibliothèque nationale de France: cb13939005n (data)
- Gemeinsame Normdatei: 129301345
- International Standard Name Identifier: 0000 0000 5516 322X
- Library of Congress Control Number: n96113666
- MusicBrainz: 3b14b1a7-2235-4fcf-a718-383beb79e856
- Bibliotheek van het Japanse parlement: 00621562
- Nationale Bibliotheek van Tsjechië: xx0053821
- Virtual International Authority File: 19870439